# 国鉄タム200形貨車
国鉄タム200形貨車（こくてつタム200がたかしゃ）は、かつて鉄道省、日本国有鉄道（国鉄）及び1987年（昭和62年）4月の国鉄分割民営化後は日本貨物鉄道（JR貨物）に在籍した私有貨車（タンク車）である。
本形式と同一の専用種別であるタサ2200形及び本形式から改造され別形式となった形式についても本項目で解説する。

## タム200形
タム200形は、二硫化炭素専用の15t積二軸貨車である。
本形式の他に二硫化炭素を専用種別とする形式は、タ1500形（8両）、タ1600形（5両）、タム5900形（19両）、タサ2200形（1両、後述）、タキ5100形（34両）、タキ5150形（1両）、タキ10100形（24両）の7形式があり、本形式はその中で最多両数形式である。
1932年（昭和7年）から1962年（昭和37年）にかけて109両（タム200 - タム231、タム233 - タム299、タム2200 - タム2209）が新潟鐵工所、川崎車輛、日立製作所、三菱重工業、日本車輌製造、造機車輌にて製作（改造による編入車を含む）された。
積荷である二硫化炭素はセロハンやレーヨンを製造するために使用される溶剤、ゴムの加硫促進剤等に使用されており、所有者はこれらの業界関係会社である。荷入れ方式は上入れ、上出し方式である。
戦時中の軍需産業転換の関係もあって本形式から他形式に改造された車両は多く、タ2000形へ2両（タム273, タム274 → タ2000, タ2001）、タ3700形へ1両、タム40形へ4両（タム260 - タム263 → タム40 - タム43）、タム900形へ多数（タム220 - タム221, タム268 → タム918、タム915、タム901など）、タム1800形へ1両（タム203 → タム1800）、タム5600形へ1両（タム278 → タム5601）、タム5900形へ2両（タム2208 - タム2209 → タム5914 - タム5915）、タラ400形へ2両（タム201, タム239 → タラ400, タラ401）などが挙げられる。
貨物列車の最高速度引き上げが行われた1968年（昭和43年）10月1日ダイヤ改正対応のため、初期に製作された一段リンク式車の大半は二段リンク式に改造されたが、改造されず廃車になる車もいた。この際、北海道内を常備駅としている車はいなかったため、タム500形よりタム20500形へ、タム3700形よりタム23700形へなどの2万番台への改称車はなかった。
1979年（昭和54年）10月より化成品分類番号「燃毒36」（燃焼性の物質、毒性の物質、引火性液体、毒性のあるもの）が標記された。
塗色は、黒であり、全長は7,350mm、8,200mm、全高は3,504mm、軸距は3,660mm、4,400mm、実容積は11.8m3 - 12.3m3、自重は11.6t - 11.9t、換算両数は積車2.6、空車1.2、最高運転速度は75km/h、車軸は12t長軸であった。
1987年（昭和62年）4月の国鉄分割民営化時には、8両の車籍がJR貨物に継承されたが、1995年（平成7年）に最後まで在籍した車1両（タム229）が廃車になり同時に形式消滅となった。

### 年度別製造数
各年度による製造会社と両数は次のとおりである。（改造による編入車は改造会社）
- 昭和7年度 - 1両
  - 新潟鐵工所 1両 （タム200）
- 昭和8年度 - 6両
  - 新潟鐵工所 6両 （タム201 - タム207）
- 昭和9年度 - 9両
  - 新潟鐵工所 9両 （タム208 - タム216）
- 昭和10年度 - 13両
  - 新潟鐵工所 13両 （タム217 - タム228、タム233）
- 昭和11年度 - 20両
  - 新潟鐵工所 20両 （タム234 - タム253）
- 昭和12年度 - 11両
  - 新潟鐵工所 11両 （タム254 - タム264）
- 昭和13年度 - 8両
  - 新潟鐵工所 8両 （タム265 - タム272）
- 昭和14年度 - 3両
  - 新潟鐵工所 3両 （タム273 - タム275）
- 昭和24年度 - 3両
  - 川崎車輛 2両 （タム276 - タム277）
  - 新潟鐵工所 1両 （タム278）タム551よりの改造車
- 昭和25年度 - 4両
  - 川崎車輛 4両 （タム279 - タム282）
- 昭和26年度 - 10両
  - 新潟鐵工所 3両 （タム283 - タム285）
  -  ? 5両 （タム286 - タム288、タム291 - タム292）
  - 川崎車輛 2両 （タム289 - タム290）
- 昭和28年度 - 2両
  -  ? 2両 （タム293 - タム294）
- 昭和29年度 - 3両
  -  ? 2両 （タム295 - タム296）
  - 日立製作所 1両 （タム297）
- 昭和30年度 - 5両
  -  ? 1両 （タム298）タム971よりの改造車
  - 日立製作所 1両 （タム299）
  - 新潟鐵工所 1両 （タム229）
  - 三菱重工業 1両 （タム230）
  - 日本車輌製造 1両 （タム231）
- 昭和31年度 - 4両
  - 川崎車輛 4両 （タム2200 - タム2203）
- 昭和32年度 - 4両
  - 造機車輌 4両 （タム2204 - タム2207）
- 昭和37年度 - 2両
  -  ? 2両 （タム2208 - タム2209）タム3930、タム3939よりの改造車

## タサ2200形
タサ2200形は、二硫化炭素専用の22t 積タンク車として1950年（昭和25年）11月22日に1両（タサ2200）のみが若松車輌にて製作された。
所有者は、三井化学工業でありその常備駅は鹿児島本線の大牟田駅であった。
車体色は黒色、寸法関係は全長は7,800mm、台車中心間距離は6,650mm、実容積は15.5m3、自重は13.6t、換算両数は積車4.0、空車1.6であり、台車はアーチバー式のTR20である。
1963年（昭和38年）4月3日に廃車となり同時に形式消滅となった。

## 改造車

### タ2000形
1941年（昭和16年）12月に、2両（タム273, タム274）の専用種別変更が行われ、形式は新形式であるタ2000形（タ2000, タ2001）とされた。タ2000形は10t 積アルコール専用車であった。

### タム40形
1940年（昭和15年）2月に、4両（タム260 - タム263）の専用種別変更が行われ、形式は新形式であるタム40形（タム40 - タム43）とされた。タム40形は14t 積カセイソーダ液専用車であった。
落成時の所有者は富山化学工業であり、下奥井駅を常備駅とした。その後所有者は、日産化工商事、日本鉱業、日産化学工業と転々と渡り歩いた。
1972年（昭和47年）6月20日に、最後まで在籍した車1両（タム42）が廃車となり同時に形式消滅となった。

### タム1800形
1945年（昭和20年）頃に、1両（タム203）の専用種別変更が行われ、形式は新形式であるタム1800形（タム1800）とされた。タム1800形は15t 積濃硫酸専用車であり、本車1両のみの存在であった。
落成時の所有者は昭和工業であり、球磨川貨物駅を常備駅とした。その後所有者は、昭和農産化工工業、三楽酒造、昭和電工、日産化学工業、東北鉱化工業、東洋高圧工業、曹達商事と転々と渡り歩いた。
1968年（昭和43年）4月4日に、廃車となり同時に形式消滅となった。

### タム5600形
1958年（昭和33年）2月8日に、1両（タム5000形タム5023）の専用種別変更（二硫化炭素→四塩化炭素）が行われ、形式は新形式であるタム5600形（タム5600）とされた。
1960年（昭和35年）12月2日に、1両（タム278）の専用種別が変更され、タム5600形（タム5601）に編入された。以上タム5600形は合計2車が存在した。
所有者は日本曹達であり、二本木駅を常備駅とした。
1968年（昭和43年）10月1日ダイヤ改正に伴う最高速度75km/h化への対応として、タム5600は1968年（昭和43年）9月30日に廃車となった。タム5601は、走り装置を（一段）リンク式から二段リンク式への改造が行われ、ダイヤ改正以降も生き延びることができたが1978年（昭和53年）6月9日に、廃車となり同時に形式消滅となった。

### タラ400形
1944年（昭和19年）10月に2両（タム201, タム239）の専用種別変更（二硫化炭素→カセイソーダ液）が行われ、形式は新形式であるタラ400形（タラ400, タラ401）とされた。この改造の際17t 積とされた。
所有者は日本軽金属（1960年（昭和35年）3月7日に日軽化工に社名変更）であり、岩淵駅（現在の富士川駅）を常備駅とした。
その後の1946年（昭和21年）11月にタラ401の専用種別が変更され、形式は新形式であるタム3100形（タム3100）とされた。タム3100形は14t 積苦汁専用車であった。
その後1963年（昭和38年）2月4日にタム3100は、タラ400形へ再改造され車番は元の番号に復帰することなくタラ402が与えられた。これは同時に1両のみの存在であった、タム3100形の形式消滅となった。以上タラ400形は合計3車（内2車は同一車両）が存在した。
1968年（昭和43年）10月1日ダイヤ改正に伴う最高速度75km/h化への対応として、タラ400は1968年（昭和43年）9月30日に廃車となった。タラ402は、走り装置を（一段）リンク式から二段リンク式への改造が行われ、ダイヤ改正以降も生き延びることができたが1975年（昭和50年）3月18日に、廃車となり同時に形式消滅となった。

### タラ500形
1947年（昭和22年）頃に1両（タム256）の専用種別変更（二硫化炭素→濃硫酸）が行われ、形式は新形式であるタラ500形（タラ500）とされた。この改造の際17t 積とされた。
所有者は新潟硫酸であり、関屋駅を常備駅とした。
1967年（昭和42年）4月17日に、廃車となり同時に形式消滅となった。